# Tatjana Turkowa
Tatjana Turkowa (ur. ?) – kazachska lekkoatletka, tyczkarka.
Wielokrotna mistrzyni kraju. Życiowy sukces odniosła w 2010 zdobywając srebrny medal halowych mistrzostw Azji.

## Rekordy życiowe
- skok o tyczce (stadion) – 4,00 (2012)
- skok o tyczce (hala) – 4,00 (2012)